# Giovanni da Schio (religioso)
Fra' Giovanni da Schio o da Vicenza (1200 circa – 1265 circa) è stato un religioso italiano, frate domenicano che svolse un'intensa attività pastorale e politica in Italia settentrionale nel XIII secolo.
Coetaneo di Bartolomeo da Breganze, nella vita dei due religiosi si possono riscontrare diverse analogie: entrambi entrarono giovanissimi nell'Ordine dei Frati Predicatori quando questo era agli inizi, entrambi si misero a capo di movimenti che difendevano la Chiesa e l'ortodossia cattolica combattendo eretici e oppositori politici, entrambi svolsero un'importante azione politica all'interno della Marca Veronese, in un primo tempo fortemente sostenuti dal papato, poi messi in disparte quando si affermò l'egemonia di Padova.

## Biografia

### Inizi
Scarse e talora discordanti sono le informazioni sulla sua nascita, che risale intorno al 1200, all'origine della sua famiglia e ai suoi studi, secondo la tradizione domenicana, di diritto. Intorno ai vent'anni entrò nell'Ordine dei predicatori a Bologna, passando poi al convento padovano di Sant'Agostino come priore.
A motivo di questo ufficio, papa Gregorio IX gli affidò l'incarico di far parte della commissione per la canonizzazione di Antonio da Padova, che avvenne nel 1232. Un anno più tardi Giovanni da Schio fu uno dei promotori del cosiddetto movimento penitenziale dell'Alleluia che, seguendo le direttive pontificie di lotta contro gli eretici e di pace sociale, si diffuse con estrema rapidità nell'Italia settentrionale. Dotato di un fortissimo carisma personale, egli infiammava le folle in città e nelle campagne, predicando la pacificazione di Cristo e invitando i potenti ad abbandonare odi e rancori per vivere in concordia. 

### Attività pastorale e politica

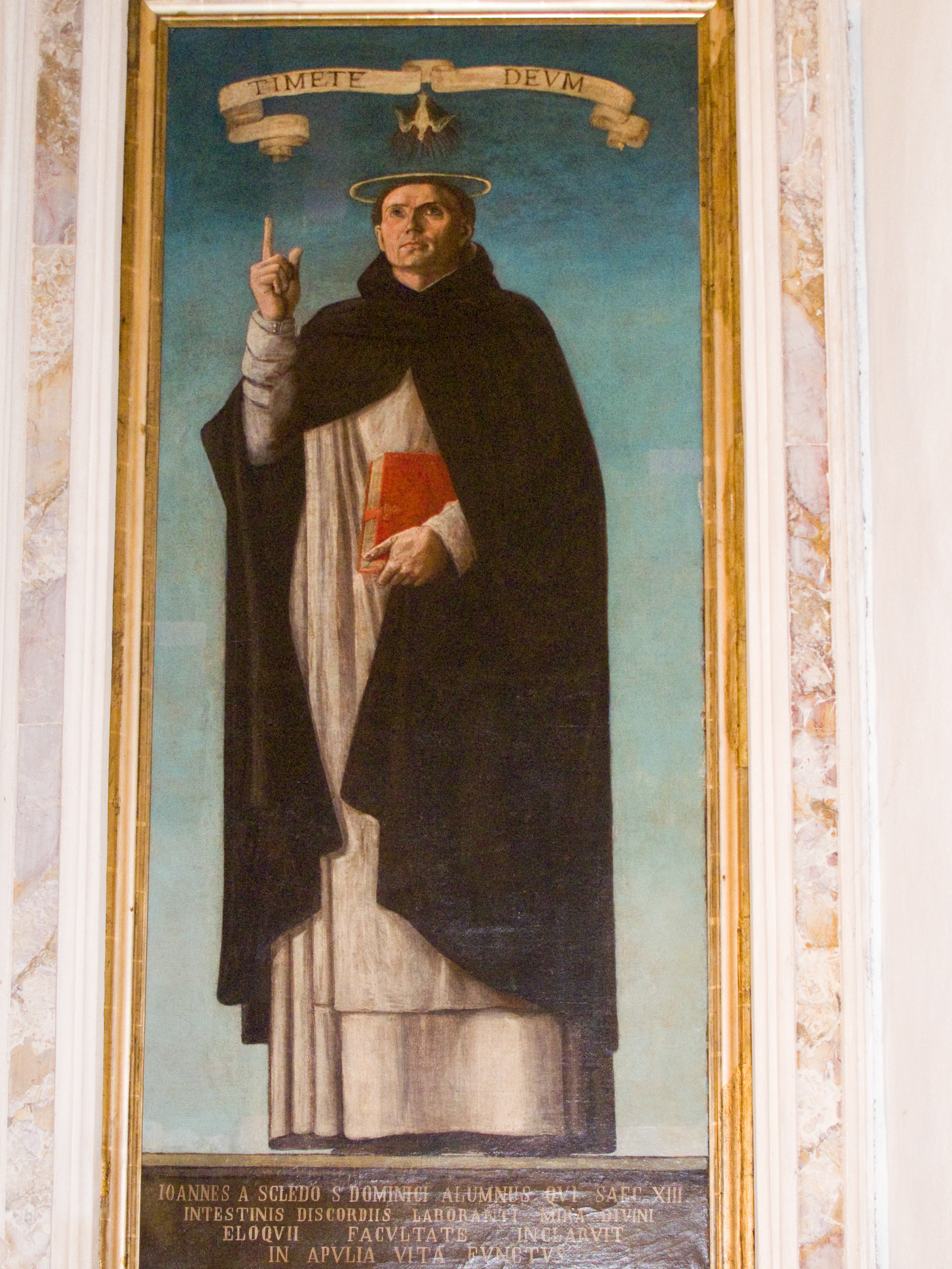
Giovanni Da Schio, tela attribuibile a Giovanni Bellini. Vicenza, Chiesa di Santa Corona.

Durante la quaresima del 1233 fu a Bologna - in una città dilaniata dai conflitti sociali e prostrata dalla carestia - dove consolidò la sua fama di predicatore, soprattutto su temi quali la riconciliazione tra persone e fazioni, ma si scagliò con durezza anche contro l'usura e l'eccessivo lusso delle classi nobili. Il successo con le folle ma anche con i rappresentanti delle istituzioni – che accorrevano a lui e organizzavano cortei in cui venivano portati i simboli cittadini - gli valse anche prestigio politico, per cui fu chiamato a dirimere controversie tra fazioni e perfino a predisporre la revisione degli statuti comunali, secondo gli obiettivi della pacificazione. Nella sua attività fu sempre sostenuto dal papa, che gli inviò numerose lettere di elogio.
Nonostante l'opposizione dei bolognesi che non lo volevano lasciar andare, Giovanni portò la sua azione politica di rappacificazione dapprima a Modena, Parma e Cremona, che stavano per entrare in guerra con Bologna, poi a Ferrara e in terra veneta, a Monselice e a Treviso. Infine si presentò a Vicenza, dove chiese ed ottenne che gli venissero affidati i poteri di dux et comes civitatis; lì emanò decreti per far rientrare in città gli esiliati, liberare i prigionieri politici e i debitori, limitare l'usura e riuscì in brevissimo tempo a far inserire queste norme negli statuti comunali.
Sembra che un successo simile Giovanni lo ottenesse anche a Verona dove, secondo il racconto di Parisio da Cerea, fu portato in trionfo sul Carroccio e acclamato a furor di popolo dux et rector.
Circa sessanta dissenzienti, membri di illustri famiglie cittadine, furono dichiarati eretici e alla fine di luglio condannati al rogo.

### La parabola di Paquara
Cosciente che le lotte tra le fazioni vicentine erano alimentate da forze politiche esterne alla città, cercò di realizzare un sogno ancora più ampio, quello di coinvolgere nella sua azione pacificatrice anche gli altri potenti della Marca veronese. Dopo aver ottenuto, nel luglio 1233, il giuramento di Ezzelino da Romano, in quel momento signore di Verona, e di altri potenti, il 28 di agosto convocò nella campagna di Paquara, presso Verona, un'assemblea cui parteciparono vescovi, podestà e grandi signori, insieme con una folla sterminata di gente che gridava al miracolo, mentre Giovanni invitava alla pace universale e alla giustizia sociale. 
I potenti intervenuti, tra cui Azzo d'Este e i fratelli Ezzelino e Alberico da Romano, si scambiarono promesse di pace, perdono e amicizia, ma il successo si dimostrò effimero. Le pressioni per giungere alla pacificazione non avevano fugato malumori e il sospetto che Giovanni volesse favorire una delle parti in causa, cioè i da Romano, a danno soprattutto dei padovani suoi nemici.
Nel giro di pochi giorni tra le famiglie vicentine riemersero le diffidenze e le ostilità, gli usurai tramarono, la chiesa prese le distanze. Il 3 settembre, a una settimana da Paquara, il filopadovano podestà di Vicenza Uguccione Pilio lo rinchiuse nel palazzo vescovile di Vicenza, dove venne pubblicamente umiliato dal vescovo di Padova, che si appellò al papa contro i decreti che Giovanni aveva emanato. Egli cercò l'aiuto del papa, che però non lo sostenne. Esautorato di tutti i poteri che aveva ricevuto dal Comune, venne liberato e costretto ad abbandonare per sempre Vicenza, dove tutto ritornò come prima.
Si sa ben poco di lui dopo questa sconfitta: di certo non svolse più attività politica. Dal 1247 al 1251 fu inquisitore nella provincia di Lombardia. Morì nelle Puglie intorno al 1265.